# MRS Bulletin
MRS Bulletin (ook Materials Research Society Bulletin) is een internationaal, aan collegiale toetsing onderworpen wetenschappelijk tijdschrift op het gebied van de natuurkunde. De naam wordt in literatuurverwijzingen meestal afgekort tot MRS Bull.
Het wordt uitgegeven door Cambridge University Press namens de Materials Research Society en verschijnt maandelijks.